# アメリカ合衆国第119議会
アメリカ合衆国第119議会 (アメリカがっしゅうこくだい119ぎかい、米: 119th United States Congress) は、アメリカ合衆国議会において、2025年1月3日から開かれている議会。

## 概説

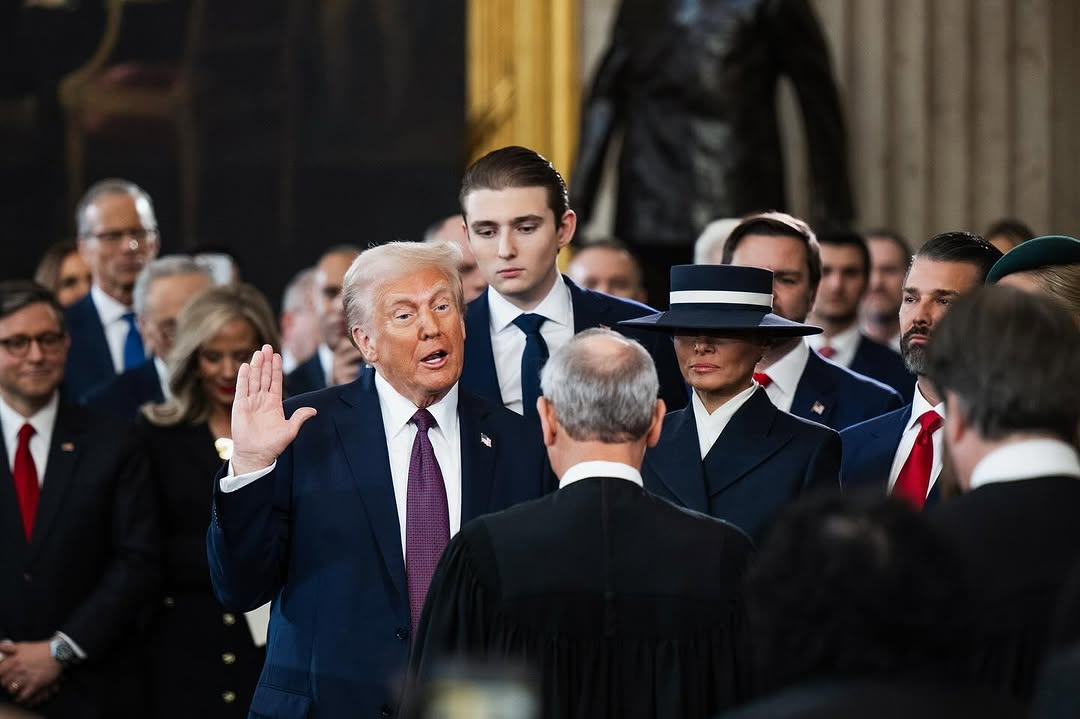
ドナルド・トランプの大統領就任宣誓（2025年1月20日）

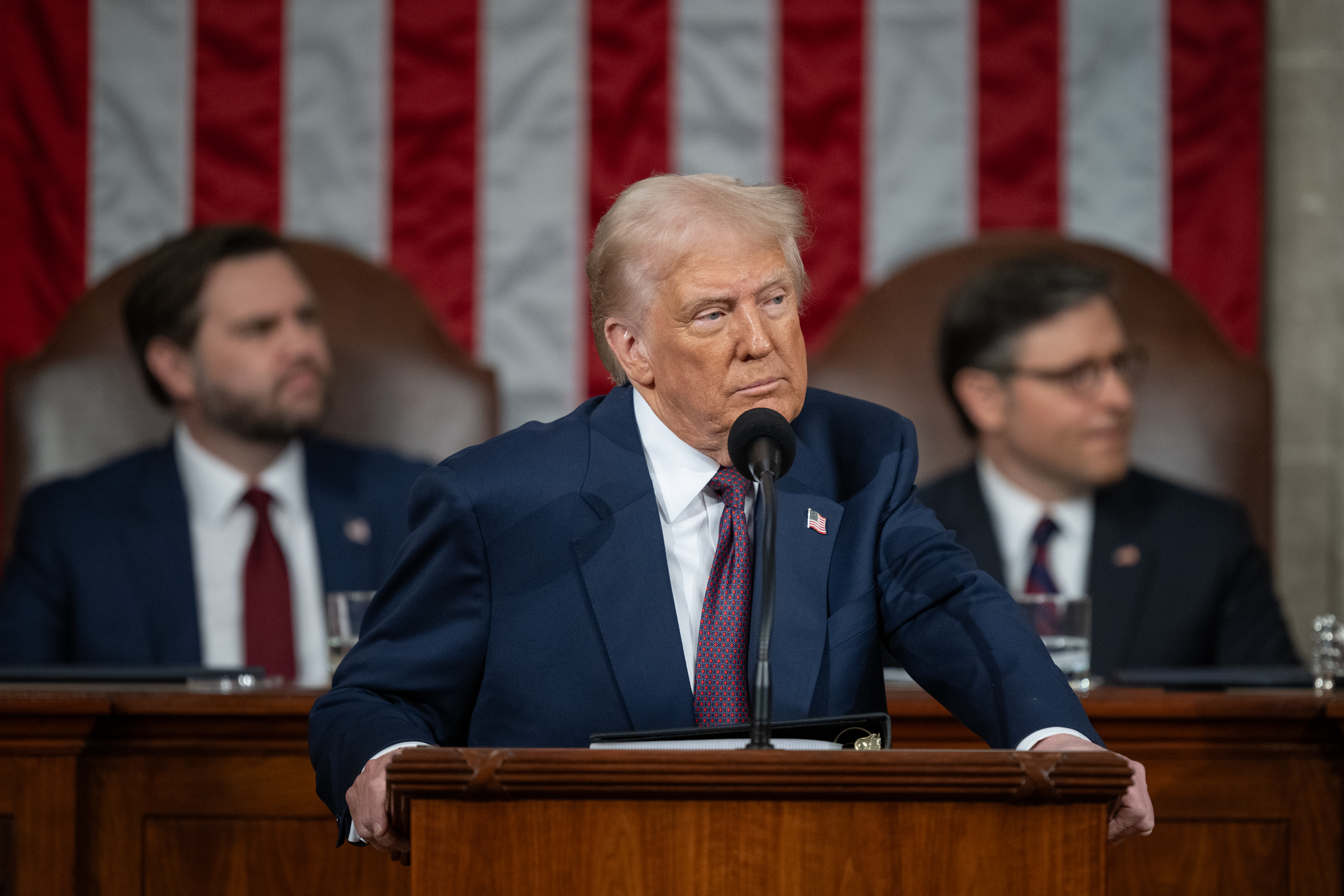
上下両院合同会議でのドナルド・トランプの演説（2025年3月4日）

ジョー・バイデン大統領の任期終了直前の数週間と、ドナルド・トランプ大統領の第2期の前半に当たる。
1月20日に行われたトランプの就任式により、共和党は第115議会以来6年ぶりに大統領の職及び上下両院の過半数を制した。
上院は共和党が53対47で多数派となり、上院共和党院内総務にはジョン・スーンが18年間に渡って在職したミッチ・マコーネルの後任として選出された。
下院は共和党が220対215で多数派となったが、第65議会以降で最も僅差の多数派となった。

## 主な立法

### 2025年
- レイケン・ライリー法（1月29日）
- 通年継続歳出およびその他の延長法（3月15日）
- TAKE IT DOWN法（5月19日）

### 上院

上院の構成

### 下院

下院の構成